# 비르 타윌

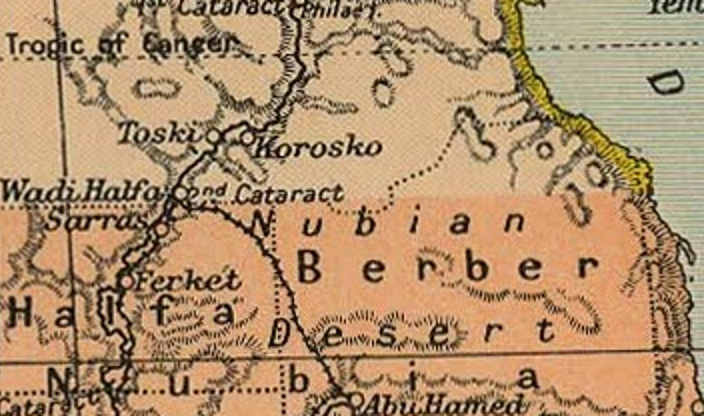

비르 타윌(Bir Tawil, بيرطويل)은 면적 2,060 km2인 홍해의 아프리카 해안에 위치한 이집트의 정치적 경계(1899년 조약에 따라 정해진 북위 22도선)이남과 행정적 경계(1902년 조약에 따라 정해진 경계)이북 사이의 지역이다.
두 경계가 만나는 점의 반대편의 할라이브 트라이앵글은 이집트와 수단 모두 자기 영토라고 주장하는 것과 달리 이 지역은 두나라 모두 자기 영토로 주장하지 않는 무주지이다.

## 주장
이 땅의 영유권를 주장하는 마이크로네이션의 북수단 왕국이 건국을 선언한 민간인과 조직은 몇몇 존재하고 있다. 그러나 국제 사회에 의해 심각한 사안으로 받아 들여진 것은 없으며, 이러한 주장의 대부분은 먼 다른 지역에서 온라인으로 게시된 선언에 의해 제기된 것이 많았다. 이러한 주장들은 정부나 국제기구에 의해 공식적으로 또는 다른 방식으로도 인정된 바 없다. 대표적으로 2014년 6월 중순 무렵 미국 버지니아주의 한 시민이 가족들과 함께 이곳을 방문하여 자녀를 위해 북수단 왕국을 설립한 예가 있다.

## 같이 보기
- 마리버드랜드